# Stoclet-fries
De Stoclet-fries is een driedelig mozaïek ontworpen door de Oostenrijkse kunstenaar Gustav Klimt en uitgevoerd door de Wiener Werkstätte onder leiding van Leopold Forstner voor het Stocletpaleis in Sint-Pieters-Woluwe (Brussel).

## Beschrijving en voorstelling
De Stoclet-fries bevindt zich in de eetkamer van het Stocletpaleis, een villa ontworpen door de Oostenrijkse architect Josef Hoffmann in opdracht van de Belgische zakenman Adolphe Stoclet. Deze eetkamer is 6 meter breed en 12 meter lang. De fries bestaat uit twee lange mozaïekpanelen van 2 meter hoog en 7 meter breed, die geplaatst zijn aan de beide lange wanden en een klein paneel van 183 bij 89 centimeter, geplaatst aan een van de korte wanden.

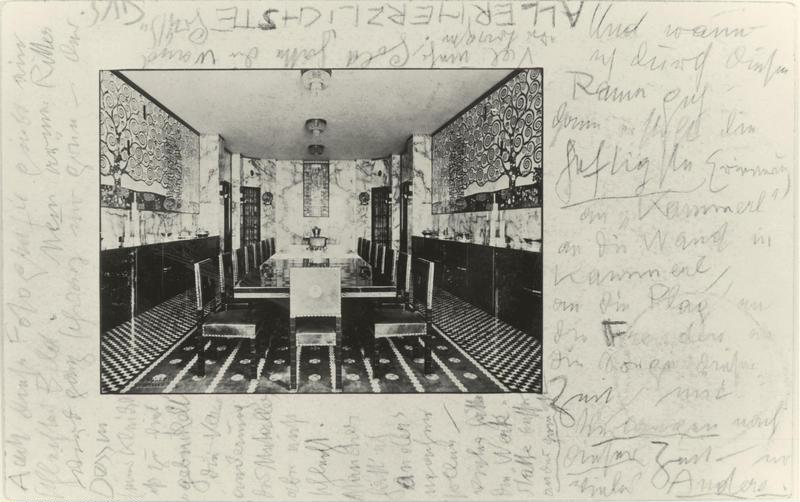
Briefkaart van Klimt aan Emilie Flöge, 18 mei 1914, met een afbeelding van de eetkamer van het Stocletpaleis.

De voorstelling op de twee lange panelen bestaat uit een paradijselijke wereld van een bloemenweide met in het midden een levensboom waaruit krullende ranken groeien die het hele beeld vullen. Op en om deze ranken bevinden zich gestileerde vogels en vlinders. Maar niet alles is paradijselijk. De langwerpige, zwarte figuren in het midden zouden roofvogels voorstellen. Aan de uiteinden van elk paneel staat een eveneens sterk vereenvoudigde rozenstruik. Beide panelen zijn elkaars spiegelbeeld, op de figuren aan het 'begin' na. De figuur links stelt een vrouw voor in een lange jurk en met veel sieraden die naar rechts kijkt. De figuren rechts stellen een man en een vrouw voor die elkaar omhelzen. Het kleine middenpaneel stelt een ridder voor.
De precieze symbolische betekenis van het werk is onbekend. Het Stocletpaleis is in privé-eigendom en de eventuele uitwisseling van gedachten tussen de opdrachtgever en Klimt, in de vorm van een opdracht of correspondentie, zijn tot nu toe niet openbaar gemaakt. Klimt noemde de beide figuren aan het 'begin' van de fries de Danseres en de Omarming. In de kunsthistorische literatuur zijn ze echter bekend als de Verwachting en de Vervulling. Het derde, kleine mozaïek wordt de Gouden ridder genoemd. De fries zou van links naar rechts 'gelezen' kunnen worden: de danseres kijkt naar de ridder, wat resulteert in een omarming. Meer waarschijnlijk, echter, kijkt de danseres toe op het elkaar omarmend paar en waakt de ridder over de hele situatie.

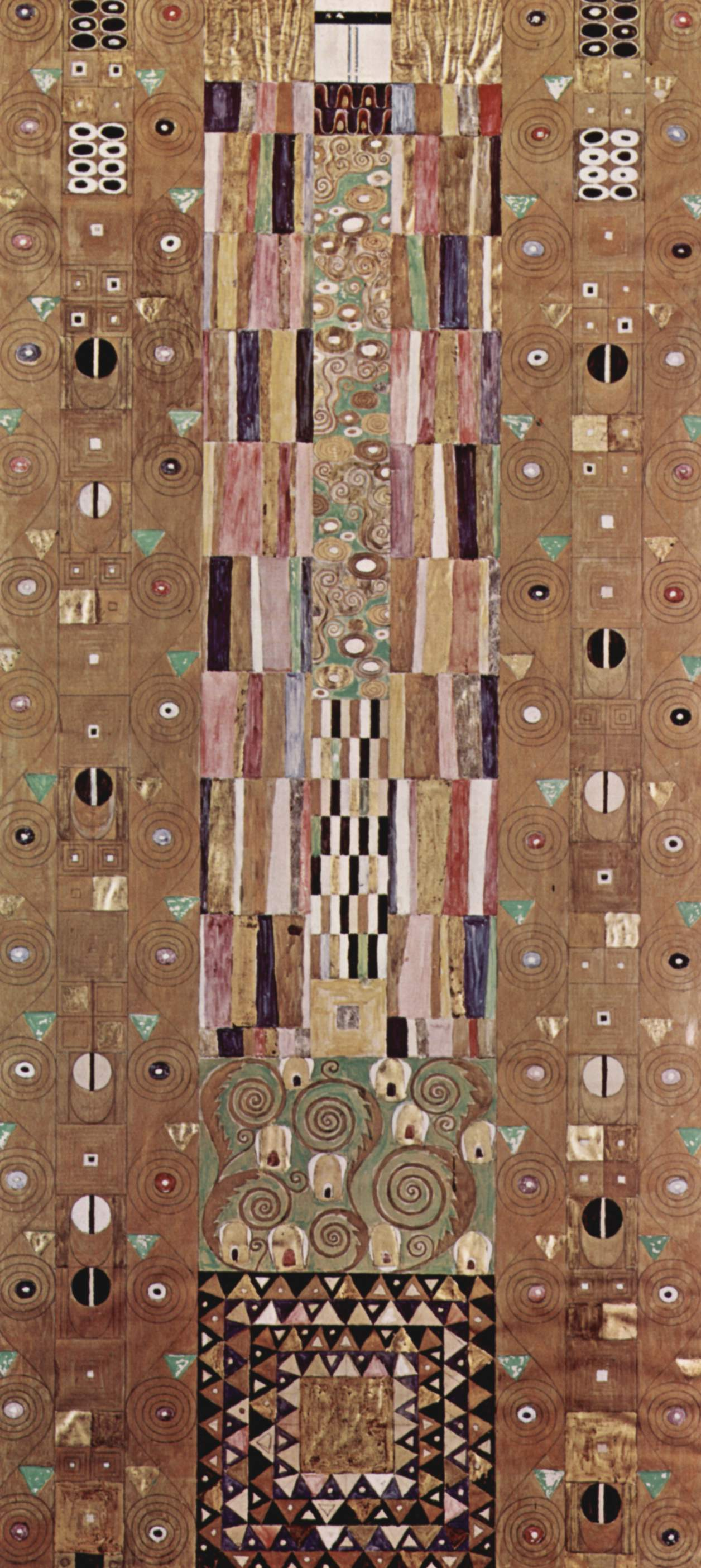
Ontwerp voor de Gouden ridder. 1905-1911. Potlood, verf, bladgoud en bladzilver op papier (?). Wenen, MAK.

## Geschiedenis
Josef Hoffmann kreeg in 1904 opdracht de villa voor Stoclet te ontwerpen. De decoratie liet hij over aan leden van de door Hoffmann zelf opgerichte Wiener Werkstätte, waaronder de beeldhouwer Franz Metzner en Gustav Klimt. Men streefde hierbij naar de perfecte harmonie tussen architectuur, decoratie en meubilering, ook wel gesamtkunstwerk genoemd.
Klimt begon vermoedelijk in 1905 met zijn ontwerp. Dit ontwerp bestaat uit acht bladen, die bewaard worden in het Österreichisches Museum für angewandte Kunst (MAK) in Wenen. Deze ontwerpen zijn uitgevoerd in bladgoud en bladzilver op pakpapier en zijn voorzien van talloze aanwijzingen voor de mozaïekwerkplaats van de Wiener Werkstätte. In 1906 reisde hij naar Brussel om de bouwplaats van
het Stocletpaleis te bekijken. In 1908 zou hij het ontwerp nog ingrijpend veranderd hebben. De uitvoering vond vanaf 1909 plaats in Wenen onder leiding van de mozaïekwerker Leopold Forstner. De plaatsing van de mozaïekpanelen in Brussel vond in 1911 plaats onder toezicht van Klimt. Een publieke presentatie in Wenen had hij verboden.
Ondanks alle bemoeienissen met de uitvoering was Klimt niet tevreden over het eindresultaat. Op 18 mei 1914 schreef hij aan zijn vriendin Emilie Flöge:

Auch diese Fotographie giebt ein schlechtes Bild [van het Stocletpaleis]. Mein armer Ritter wird ganz schwach und grün – der Dessin seines Kleides ist zu viel „gebuckelt”, die Veränderung des Metalls aber nicht schlecht. Manches hätt’ ich anders machen sollen – vieles hätte die Werkstätte besser anders gemacht. // Viel mehr Gold hätte die Wand vertragen!

(Ook deze foto geeft geen goed beeld [van het Stocletpaleis]. Mijn arme ridder is helemaal zwak en groen geworden – het patroon van zijn mantel is te veel „gebobbeld”, maar de wisseling van metaal [was] niet slecht. Sommige dingen had ik anders moeten doen – veel dingen had de Werkstätte beter anders moeten doen. // De wand had veel meer goud kunnen dragen!)
— Gustav Klimt aan Emilie Flöge

## Filatelie
Op 6 april 1987 gaven de Belgische posterijen een postzegel van 13 frank uit met een detail van de danseres.
Judith I (1901) · Portret van Margaret Stonborough-Wittgenstein (1905) · De drie levensfasen van de vrouw (1905) · Portret van Fritza Riedler (1906) · Portret van Adèle Bloch-Bauer I (1907) · De kus (1907-1908) · Danaë (1907-1908) · Judith II (1909) · Dame met hoed en verenboa (1909) · Stoclet-fries (1905-1911) · Portret van Adèle Bloch-Bauer II · (1912) De maagd (1912-1913)